# Mireille Parfaite Gaha
Mireille Parfaite Gaha (* 18. Dezember 1994) ist eine ivorische Sprinterin, die sich auf die 200 Meter spezialisiert hat.

## Karriere
Mit der 4-mal-100-Meter-Staffel der Elfenbeinküste gewann sie bei den Afrikameisterschaften 2012 eine Bronzemedaille und 2014 eine Silbermedaille. 2017 gewann sie eine Goldmedaille bei den Spielen der Frankophonie. Einzeln erreichte sie bei den Afrikanischen Meisterschaften 2012 und 2016 das Halbfinale über 200 Meter. Bei den Spielen der Frankophonie 2017 wurde sie dann Vierte im Finale.

## Persönliche Bestzeit
Ihre persönliche Bestzeit beträgt 23,60 Sekunden und wurde im Juli 2016 in Cape Coast, Ghana, erreicht.